# Michiru Kaiō
Czarodziejka z Neptuna (jap. セーラーネプチューン Sērā Nepuchūn; Sailor Neptune) – fikcyjna postać z serii mang i anime Sailor Moon autorstwa Naoko Takeuchi. Jej imię, Michiru Kaiō (jap. 海王 みちる Kaiō Michiru) można tłumaczyć także jako "Wznoszący się Król Oceanu". Czarodziejka z Neptuna jest jedną z czterech Czarodziejek Zewnętrznego Układu Słonecznego.

## Opis postaci
| Pierwsze wystąpienie   |        |             |
| Forma                  | Manga  | Anime       |
| Michiru Kaiō           | Akt 24 | Odcinek 92  |
| Sailor Neptune         | Akt 30 | Odcinek 90  |
| Super Sailor Neptune   | Akt 39 | Odcinek 167 |
| Księżniczka Neptun     | Akt 41 | —           |
| Eternal Sailor Neptune | Akt 42 | —           |
| Evil Sailor Neptune    | Akt 50 | Odcinek 197 |

Formalnie przedstawiona jest w serii Sailor Moon S, choć jej sylwetka pojawia się obok Sailor Uranus w ostatnim odcinku serii Sailor Moon R. Niewiele wiadomo o jej przeszłości, poza tym, że przebudziła się jako wojowniczka wcześniej niż Haruka.
Michiru jest bardzo uprzejmą osobą o spokojnym charakterze, której uczuć nie można zranić, nawet poprzez protekcjonalne traktowanie. Ponadto jest elegancka, delikatna i inteligentna; przejawia zainteresowania w dziedzinie sztuki, w tym muzyki. Usagi, dla której to spostrzeżenie jest szczególnie istotne, stwierdziła, że Michiru to idealny przykład księżniczki.
Przedstawiona po raz pierwszy Michiru uczęszcza do Mugen Gakuen z Haruką i młodszą Hotaru Tomoe. W mandze po tym, jak jej szkoła zostaje zniszczona, wraz z Haruką, uczęszcza później do tej samej szkoły, co Usagi i pozostałe dziewczyny. W anime nie wymienia się szkoły, do której dziewczęta uczęszczają po tym zdarzeniu.
Zarówno w mandze, jak i w anime, ukazany jest romantyczny związek Michiru z Haruką, który w wielu krajach został objęty cenzurą. W anime Michiru jednorazowo flirtuje także z Seiyą, co powoduje zazdrość Haruki. Zamiarem Michiru jest poznanie motywów jego działania, ponieważ bohaterka podejrzewa, że jest on zagrożeniem dla planety. Nie zdarza się to w mandze, gdzie Seiya jest zawsze kobietą i gra o wiele mniej eksponowaną rolę.
To najbardziej związana ze sztuką ze wszystkich postaci. Potrafi grać na skrzypcach, pływać i malować. Ze wszystkich umiejętności, Michiru najbardziej ceniona jest za grę na instrumencie. Zawodowe uprawianie gry na skrzypcach jest także jej największym marzeniem.

### Sailor Neptune
Michiru potrafi zmienić się w Sailor Neptune. Nosi strój w kolorach morskim i modrym. Jej osobowość nie różni się od tej sprzed transformacji, chociaż posiada pewne specjalne umiejętności. W języku japońskim planeta Neptun nosi nazwę Kaiōsei (jap. 海王星). Pierwsze dwa znaki kanji znaczą "król morza", a trzeci wskazuje na obiekt astronomiczny. Również według rzymskiej mitologii Neptun był bogiem wody i morza, dlatego też na nim oparte są moce Sailor Neptune.
Z czasem staje się znacznie silniejsza i potężna – Sailor Neptune zyskuje dodatkowe moce. Pierwsza zmiana ma miejsce w 39 akcie mangi, kiedy zdobywa Neptune Crystal, jej strój staje się podobny do stroju Super Sailor Moon. Nie podano nazwy transformacji. Jej drugą i ostatnią przemianą w anime jest Super Sailor Neptune. Ostatnią transformacją Michiru jest Eternal Sailor Neptune, pojawia się ona tylko w mandze i jest najdoskonalszą postacią Senshi.

### Księżniczka Neptun

Symbol Neptuna.

Księżniczka Neptun (jap. プリンセス・ネプチューン Purinsesu Nepuchūn; Princess Neptune) – w mandze Michiru była Księżniczką na swojej rodzinnej planecie – Neptunie. Jej zadaniem było strzec Królestwa przed inwazją z zewnątrz. Jeszcze za czasów Srebrnego Millenium jako księżniczka mieszkała w zamku Triton Castle – zamku orbitującym wokół Neptuna. Królowa Serenity dała go jej, kiedy Księżniczka się urodziła.

## Transformacje

### Anime
- Neptune Planet Power, Make Up! (jap. ネプチューン・プラネット・パワー・メイク・アップ Nepuchūn Puranetto Pawā Meiku Appu; Potęgo Neptuna, Działaj!)[2]

### Manga
- Neptune Planet Power, Make Up! (jap. ネプチューン・プラネット・パワー・メイク・アップ Nepuchūn Puranetto Pawā Meiku Appu; Potęgo Neptuna, Działaj!)
- Neptune Crystal Power, Make Up! (jap. ネプチューン・クリスタル・パワー・メイク・アップ Nepuchūn Kurisutaru Pawā Meiku Appu; Kryształowa Potęgo Neptuna, Przemień Mnie!)[10]

## Ataki

### Anime
- Deep Submerge! (jap. 深水没／ディープ・サブマージ Dīpu Sabumāji; Wzburzone Fale Oceanu, do dzieła!)[12]
- Submarine Reflection! (jap. 深海鏡射／サブマリン・リフレクション Sabumarin Rifurekushon; Zwierciadełko, Znikadełko!)[13]

### Manga
- Deep Submerge! (jap. 深水没／ディープ・サブマージ Dīpu Sabumāji; Głębokie Zanurzenie!)
- Submarine Reflection! (jap. 深海鏡射／サブマリン・リフレクション Sabumarin Rifurekushon; Zwierciadełko, znikadełko!)
- Submarine Violon Tide! (jap. 深海提琴潮流／サブマリン・ヴィオロン・タイド Sabumarin Vioron Taido)[14]
- Galactica Violon Tide! (jap. ギャラクティカ・提琴潮流 Gyarakutika teikin chōryū)[15]

## Przedmioty

### Transformacja
- Lip Rod (jap. リップ・ロッド Rippu Roddo) – różdżka z niebieskawym trzonkiem, zakończonym zdobieniem w kształcie serca. Na nim znajduje się granatowy kryształ w kształcie sierpa księżyca z zielonkawym pierścieniem i złotą główką w kształcie pięcioramiennej gwiazdy. Nie wiadomo skąd Michiru ją ma; dzięki niej zmienia się w Sailor Neptune.
- Neptune Crystal (jap. ネプチューン・クリスタル Nepuchūn Kurisutaru; Kryształ Neptuna) – kryształ Senshi. Michiru użyła go do transformacji w Eternal Sailor Neptune[10].

### Ataki
- Deep Aqua Mirror (jap. ディープ・アクア・ミラー Dīpu Akua Mirā; Zwierciadło Głębokich Wód) – talizman, który był ukryty w sercu Michiru. Aby go z niej wydostać, wróg (Eudial) musiała zabił Sailor Neptune, która jednak powróciła do życia, po połączeniu się wszystkich talizmanów[16]. Za pomocą niego talizmanu Czarodziejka wykonuje atak Submarine Reflection, a także może zobaczyć przyszłość i rzeczy normalnie trudnych do ustalenia (ze względu np. na odległość lub tajemnicę).
- Marine Cathedral (jap. マリン・カテドラル Marin Katedoraru) – skrzypce Michiru, które służą jej do wykonania ataku Submarine Violon Tide[17].

### Inne
- Zegarek Komunikacyjny (jap. 腕時計型の通信機 Udedokei Kata no Tsūshin-ki; Communication Watch)

## Aktorki
W anime głosu Michiru użyczyła Masako Katsuki, a w serialu Sailor Moon Crystal – Sayaka Ōhara.
W musicalach Sailor Moon w jej rolę wcieliły się aktorki: Kahoru Sakamoto, Chikage Tomita, Miyuki Fuji, Hiroko Tahara, Sara Shimada, Yūka Asami, Tomoko Inami, Takayo Ōyama oraz Sayaka Fujioka.

## Odbiór
W 1995 roku, w 17. Anime Grand Prix, organizowanym przez magazyn Animage, postać Michiru Kaio zajęła 18. miejsce w kategorii: najlepsza postać żeńska. W oficjalnym sondażu popularności postaci z serii Sailor Moon, Sailor Neptune była ósmą najbardziej popularną postacią z pięćdziesięciu pozycji.